# لوكاس مينديز
لوكاس ميشيل مينديز (بالبرتغالية: Lucas Michel Mendes) (مواليد 3 يوليو 1990) هو لاعب كرة قدم برازيلي محترف حاصل على الجنسية القطرية يجيد اللعب كمدافع لصالح نادي الوكرة في دوري نجوم قطر ومنتخب قطر لكرة القدم.

## إنتقالات اللاعب
كانت بداياته مع نادي كوريتيبا البرازيلي وفي عام 2012 إنتقل إلى نادي أولمبيك مارسيليا الفرنسي وفي عام 2014 إنتقل إلى الجيش القطري و في عام 2017 بعد دمج نادي لخويا مع نادي الجيش تحت مسمى نادي الدحيل انظم إلى الدحيل و في مطلع عام 2019 انظم إلى الغرافة و في مطلع عام 2020 انظم إلى الوكرة.

## روابط خارجية
- لوكاس مينديز على موقع الاتحاد الأوربي (الإنجليزية)
- لوكاس مينديز على موقع قاعدة بيانات كرة القدم.إي يو (الإنجليزية)
- لوكاس مينديز على موقع ليكيب (الفرنسية)
- لوكاس مينديز على موقع ناشيونال فوتبول تيمز (الإنجليزية)
- لوكاس مينديز على موقع Soccerbase.com (لاعب) (الإنجليزية)
- لوكاس مينديز على موقع Soccerway.com (الإنجليزية)
- لوكاس مينديز على موقع عالم كرة القدم.نت (الإنجليزية)
- لوكاس مينديز على موقع كووورة
- لوكاس مينديز على موقع AS.com (الإسبانية)